# Thề không gục ngã
Thề không gục ngã là một bộ phim truyền hình được thực hiện bởi Công ty cổ phần Truyền thông Bách Việt Phương Nam hợp tác sản xuất với Hồng Kông, Trung Quốc do Nguyễn Minh Cao làm đạo diễn. Phim phát sóng vào lúc 20h00 từ thứ 2 đến thứ 5 hàng tuần bắt đầu từ ngày 2 tháng 9 năm 2015 và kết thúc vào ngày 27 tháng 10 năm 2015 trên kênh HTV7.

## Nội dung
Thề không gục ngã kể về một gia đình làm nghề bán thuốc Bắc và mở võ đường. Qua bộ phim chúng ta nhận thấy tình đoàn kết, gắn bó mật thiết, nương tựa lẫn nhau trong cuộc sống, trong đấu tranh với kẻ xấu, cái ác và sự trừng phạt của Luật pháp cho những ai vi phạm.

## Diễn viên
- Bình Minh trong vai Lý Bỉnh Long[7]
- Trương Quỳnh Anh trong vai Huệ Mẫn[8]
- Huỳnh Thụ Đường trong vai Lý Bỉnh Khôn[9]
- Trần Y Linh trong vai Judy
- Thiên Bảo trong vai Lương Hổ
- Bích Trâm trong vai Minh Tuyết
- Lý Hùng trong vai An Hào[10]
- Minh Luân trong vai Khắc Kiệt[11]
- Mai Huỳnh trong vai Phan Đại Vỹ
- Lê Bình trong vai Ông Thân
- Kiến An trong vai Hưng
- Đình Hiếu trong vai Hiếu
- Sỹ Toàn trong vai Trương Tam
- Mai Nguyễn trong vai Tuấn[12]
- Lo Keng Sinh trong vai Ông Trần

Cùng một số diễn viên khác....

## Ca khúc trong phim
Bài hát trong phim là ca khúc "Thề không gục ngã" do Vũ Quốc Việt sáng tác và thể hiện.

## Giải thưởng
| Năm  | Giải thưởng   | Hạng mục                                      | (Người) đề cử    | Kết quả   | Tham khảo     |
| ---- | ------------- | --------------------------------------------- | ---------------- | --------- | ------------- |
| 2015 | Giải Mai Vàng | Nam diễn viên truyền hình                     | Bình Minh        | Đoạt giải | [ 13 ]        |
| 2015 | Ngôi Sao Xanh | Nam diễn viên truyền hình được yêu thích nhất | Bình Minh        | Đoạt giải | [ 14 ] [ 15 ] |
| 2015 | Ngôi Sao Xanh | Nữ diễn viên truyền hình được yêu thích nhất  | Trương Quỳnh Anh | Đoạt giải | [ 14 ] [ 15 ] |